# Бытом-Карб
Бытом-Карб (пол. Bytom Karb) — узловая железнодорожная станция в городе Бытом (расположенная в дзельнице Карб), в Силезском воеводстве Польши. Имеет 2 платформы и 2 пути.
Станция построена в 1859 году, когда эта территория была в составе Королевства Пруссия.